# UHF – Os Anos Valentim de Carvalho

Ver: Todas as Coletâneas

UHF – Os Anos Valentim de Carvalho é uma coletânea da banda portuguesa de rock UHF. Editada em 5 de maio de 2008 pela Valentim de Carvalho.[carece de fontes?]
Trata-se da coleção intitulada "Do Tempo do Vinil", lançada em 28 de novembro de 2007, que integrou vinte álbuns de artistas e grupos portugueses que fizeram a história do rock nos últimos quarenta anos, e que fazem parte dos arquivos da Valentim de Carvalho. Projetado pelos jornalistas Jorge Mourinha do Jornal Público e Miguel Francisco Cadete da revista Blitz, foram recuperados os discos da música pop e do rock português que até então existiam maioritariamente em vinil, e que não tinham sido ainda convertidos para disco compacto. As primeiras edições foram os discos de estreia de Jorge Palma, GNR, Manuela Moura Guedes e Tantra, com som remasterizado, temas extras e texto de um jornalista com depoimentos dos artistas que contextualizaram a obra. A segunda fase do lançamento da coleção incluiu a edição dedicada aos UHF.
UHF – Os Anos Valentim de Carvalho celebrou o trigésimo aniversário de carreira dos UHF. Foram recuperas todas as músicas que a banda gravou para a editora Valentim de Carvalho, entre 1980 e 1982, aquando da parceria com a multinacional EMI. No primeiro disco, o álbum À Flor da Pele (1981), vem acompanhado pelo single bónus com os temas "Quem Irá Beber Comigo (Desfigurado)" e "Noite Dentro", oferecido na primeira edição do álbum. No segundo disco inclui-se, pela primeira vez em disco compacto, o mini álbum Estou de Passagem (1982), juntamente com o single "Cavalos de Corrida" (1980) contendo o tema homónimo e "Palavras" do lado B. A coletânea completa-se com a canção "(Vivo) Na Fronteira" – lado B do single "Rua do Carmo" – e com a versão de "Cavalos de Corrida" de 1982 nunca antes editada. A edição veio acompanhada por um depoimento de António Manuel Ribeiro recolhido pelo jornalista Rui Miguel Abreu.

## Lista de faixas
A coletânea, em duplo disco compacto, é composta por vinte faixas em versão padrão. António Manuel Ribeiro partilha a composição de alguns temas com os restantes membros da banda.[carece de fontes?]
| CD 1 |                                        |                                                 |                                |         |  |
| N.º  | Título                                 | Compositor(es)                                  | Àlbum / Single                 | Duração |  |
| 1.   | "Rua do Carmo"                         | António M. Ribeiro                              | À Flor da Pele                 | 3:47    |  |
| 2.   | "Rapaz Caleidoscópio"                  | António M. Ribeiro / Renato Gomes               | À Flor da Pele                 | 5:57    |  |
| 3.   | "Nove e Trinta"                        | António M. Ribeiro                              | À Flor da Pele                 | 3:08    |  |
| 4.   | "(Anjo) Feiticeiro"                    | António M. Ribeiro                              | À Flor da Pele                 | 5:42    |  |
| 5.   | "Modelo Fotográfico"                   | António M. Ribeiro                              | À Flor da Pele                 | 2:41    |  |
| 6.   | "Rola Roleta"                          | António M. Ribeiro / Carlos Peres / Zé Carvalho | À Flor da Pele                 | 2:54    |  |
| 7.   | "Geraldine"                            | António M. Ribeiro / Carlos Peres               | À Flor da Pele                 | 4:39    |  |
| 8.   | "Ébrios (pela vida)"                   | António M. Ribeiro / Carlos Peres               | À Flor da Pele                 | 6:35    |  |
| 9.   | "Quem Irá Beber Comigo? (Desfigurado)" | António M. Ribeiro / Carlos Jorge               | single bónus de À Flor da Pele | 2:53    |  |
| 10.  | "Noite Dentro"                         | António M. Ribeiro                              | single bónus de À Flor da Pele | 2:43    |  |

| CD 2           |                           |                                   |                                 |         |  |
| N.º            | Título                    | Compositor(es)                    | Àlbum / Single                  | Duração |  |
| 1.             | "Cavalos de Corrida"      | António M. Ribeiro / Renato Gomes | "Cavalos de Corrida"            | 3:03    |  |
| 2.             | "Palavras"                | António M. Ribeiro                | "Cavalos de Corrida"            | 2:32    |  |
| 3.             | "Vivo (na fronteira)"     | António M. Ribeiro / Renato Gomes | Lado B do single "Rua do Carmo" | 3:36    |  |
| 4.             | "Noites Lisboetas"        | António M. Ribeiro                | Estou de Passagem               | 3:53    |  |
| 5.             | "Concerto"                | António M. Ribeiro / Carlos Peres | Estou de Passagem               | 5:13    |  |
| 6.             | "Notícias de El Salvador" | António M. Ribeiro / Carlos Peres | Estou de Passagem               | 3:17    |  |
| 7.             | "Estou de Passagem"       | António M. Ribeiro                | Estou de Passagem               | 5:03    |  |
| 8.             | "Antes Que o Dia Nasça"   | António M. Ribeiro                | Estou de Passagem               | 4:20    |  |
| 9.             | "Ser Um Actor"            | António M. Ribeiro                | Estou de Passagem               | 3:48    |  |
| 10.            | "Cavalos de Corrida"      | António M. Ribeiro / Renato Gomes | (versão 1982)                   | 2:53    |  |
| Duração total: | Duração total:            | Duração total:                    | Duração total:                  | 73:88   |  |

## Membros da banda
- António Manuel Ribeiro (vocal e guitarra) [4]
- Carlos Peres (baixo e vocal de apoio) [4]
- Renato Gomes (guitarra) [4]
- Zé Carvalho (bateria) [4]